# 753-й гарматно-артилерійський полк (СРСР)
753-й гарма́тно-артилері́йський полк (Берлінський) — радянське військове формування в часи Другої Світової війни.
Полк був сформований 19 грудня 1941 року в місті Іжевськ, Удмуртія. В квітні 1942 року відправлений на фронт в підпорядкування 48-ї армії Брянського фронту. 19 травня в районі села Круте вступив в перший бій. Протягом 1942 року полк вів активну оборону в районі міста Орел. Взимку 1943 року брав участь в наступальних боях на ділянці Лівни-Колпна-Малоархангельськ. Взяв активну участь у боях на Орловсько-Курському напрямку (Битва на Курській дузі), обороняв станцію Понирі. Полк з боями пройшов 1000 км від станції Понирі до річки Дніпро. За бойові успіхи указом президії Верховної Ради СРСР від 20 вересня 1943 року полк нагороджений орденом Червоного Прапора. В червні-жовтні 1944 року взяв участь у боях в районі міст Ковель, а також Люблін, Добре Місто, Юзефув (Польща). На початку лютого 1945 року форсував річку Одер в районі Фюрстенберга (провінція Бранденбург). За 20 днів березня полк подавив 50 артилерійських батарей, 4 мінометних батареї, розбив 5 вагонів з вантажем, знищив 70 танків та 2 полки піхоти. З 16 квітня по 2 травня 1945 року взяв участь у Берлінській операції, першим відкрив вогонь по передмістям Берліна, по рейхстазі, знищив 90 вогневих точок. За мужність та відвагу нагороджено 964 людини. Полк удостоєний найменуванням «Берлінський». Після війни розформований.